# Гебенсторф
Гебенсторф (нім. Gebenstorf) — громада  в Швейцарії в кантоні Ааргау, округ Баден.

## Географія
Громада розташована на відстані близько 85 км на північний схід від Берна, 18 км на північний схід від Аарау.
Гебенсторф має площу 5,7 км², з яких на 27,5% дозволяється будівництво (житлове та будівництво доріг), 26,9% використовуються в сільськогосподарських цілях, 39,8% зайнято лісами, 5,8% не є продуктивними (річки, льодовики або гори).

## Демографія
2019 року в громаді мешкало 5461 особа (+16,8% порівняно з 2010 роком), іноземців було 26,9%. Густота населення становила 967 осіб/км².
За віковим діапазоном населення розподілялося таким чином: 18,9% — особи молодші 20 років, 62,2% — особи у віці 20—64 років, 18,9% — особи у віці 65 років та старші. Було 2400 помешкань (у середньому 2,3 особи в помешканні).
Із загальної кількості 1844 працюючих 34 було зайнятих в первинному секторі, 530 — в обробній промисловості, 1280 — в галузі послуг.